# Xavier Escaich i Ferrer
Xavier Escaich i Ferrer (Castelldefels, 6 de setembre de 1968) és un exfutbolista català de la dècada dels 1990. Va militar en el RCD Espanyol de Barcelona, Sporting de Gijón, FC Barcelona i Albacete Balompié entre d'altres. Ocupava la posició de davanter centre, però mai va assolir grans fites golejadores.
Després de la seva retirada va ser involucrat en un cas de presumpta corrupció política en la localitat barcelonina de Cabrils.